# Batman (province)
Pour les articles homonymes, voir Batman (homonymie).
La province de Batman (en kurde : Êlih) est une des 81 provinces (en turc : il, au singulier, et iller au pluriel) de la Turquie.
Sa préfecture (en turc : valiliği) se trouve dans la ville éponyme de Batman.

## Géographie
Sa superficie est de 4 654 km2.

## Population
La population est principalement kurde[réf. nécessaire].
| 2000    | 2001    | 2002    | 2003    | 2004    | 2005    | 2006    | 2007    | 2008    |
| ------- | ------- | ------- | ------- | ------- | ------- | ------- | ------- | ------- |
| 408 820 | 418 186 | 427 172 | 436 165 | 445 508 | 455 118 | 464 954 | 472 487 | 485 616 |

| 2009    | 2010    | 2011    | 2012    | 2013    | 2014    | 2015    | 2016    | 2017    |
| ------- | ------- | ------- | ------- | ------- | ------- | ------- | ------- | ------- |
| 497 998 | 510 200 | 524 499 | 534 205 | 547 581 | 557 593 | 566 633 | 576 899 | 585 252 |

| 2018    | 2019    | 2020    | 2021    | 2022    | 2023    | - | - | - |
| ------- | ------- | ------- | ------- | ------- | ------- | - | - | - |
| 599 103 | 608 659 | 620 278 | 626 319 | 634 491 | 647 205 | - | - | - |

## Administration
La province est administrée par un préfet (en turc : vali).

## Subdivisions
La province est divisée en six districts (en turc : ilçe, au singulier).